# ヒルシュホルン (ネッカー)
ヒルシュホルン (ネッカー)（ドイツ語: Hirschhorn (Neckar), ドイツ語発音: [ˈhɪrʃhɔrn]）は、ドイツ連邦共和国ヘッセン州ベルクシュトラーセ郡に属す都市。ヘッセン州南部の小都市で、「ネッカー渓谷の真珠」の異名を持つ。ヒルシュホルンは有名な保養地であり、ベルクシュトラーセ＝オーデンヴァルト・ゲオ＝ナチュアーパークに位置している。

## 地理

### 位置
ヒルシュホルンはハイデルベルクの東19kmのネッカー川湾曲部に位置する。ネッカー川は、この辺りではオーデンヴァルトの森に囲まれた高地を刻んで流れる。ヒルシュホルン市は、エルスハイム地区まではネッカー川右岸、すなわち川の北側に広がる。エルスハイム地区は、ネッカー川の南側にあるヘッセン州唯一の地区である。ヒルシュホルンでは、ネッカー川右岸の支流ウルフェンバッハ川とフィンケンバッハ川が合流してラックスバッハ川となりネッカー川に注ぐ。

### 隣接する市町村
ヒルシュホルンは、北はヘッデスバッハとエーバーバッハ（ブロムバッハ地区）（いずれもバーデン＝ヴュルテンベルク州ライン＝ネッカー郡）およびローテンベルク（オーデンヴァルト郡）、東はエーバーバッハ、南はシェーンブルン（ライン＝ネッカー郡）およびネッカーシュタイナハ、西は市町村に属さないミヒェルブーフ地区とネッカーシュタイナハおよびシェーナウ（ライン＝ネッカー郡）と境を接している。

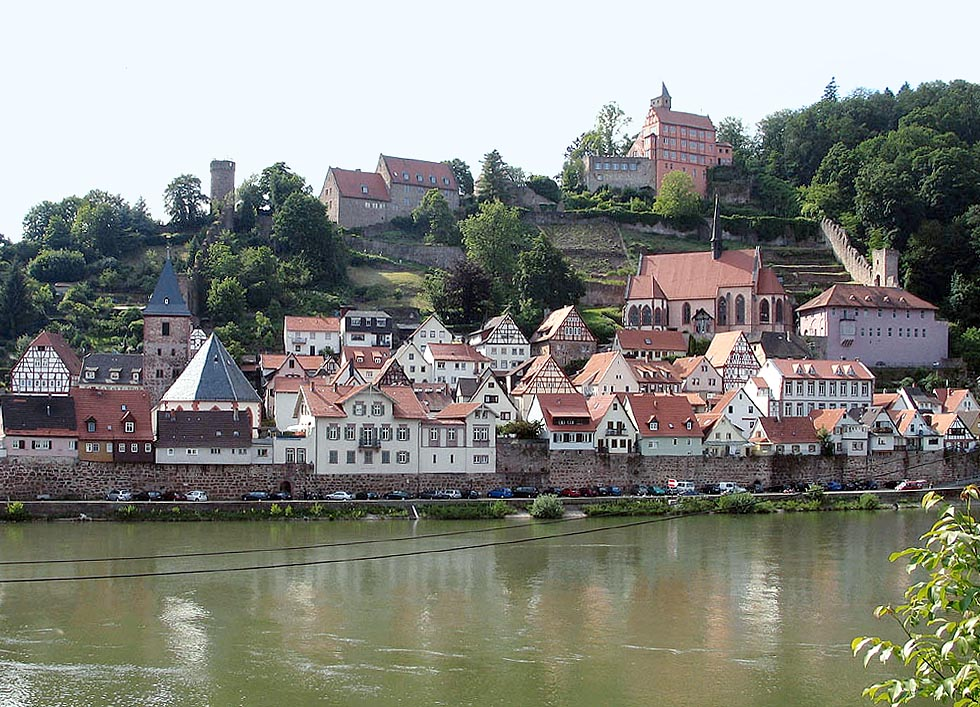
ネッカー川とヒルシュホルン中心部の眺望

### 市の構成
ヒルシュホルンは、以下の市区からなる。
- ヒルシュホルン
- エルスハイム(de:Ersheim): ネッカー川の湾曲部南岸の岬のように突きだした地域
- ランゲンタール・イム・ウルフェンバッハタール(Langenthal)
- ウンター＝ハインブルン(Unter-Hainbrunn)
- イーゲルスバッハ(Igelsbach): 同地区の南西側半分が「ヘッセンのイーゲルスバッハ」。北東側はバーデン＝ヴュルテンベルク州のエーバーバッハに属している。

## 歴史

### 最初の入植地エルスハイム
ヒルシュホルンのネッカー湾曲部付近で最も古い出土品は、6,000年前にはすでに人が住んでいたことを示している。最初に記録されているのは、湾曲したネッカー川が周りを流れる岬に位置するエルスハイムであり、773年に作成されたロルシュ文書(Nr.2624)に言及されている。この入植地は、ネッカー渓谷で最も古い入植地の一つであり、1023年にはハイデルベルク近郊のハイリゲンベルクにあったロルシュ修道院の子修道院であるミヒャエルス修道院に属していた。この地域は、11世紀頃にはほとんどすべてがヴォルムス司教の所領となっていたが、エルスハイムとその北側のラムザウ村だけはロルシュ修道院領の飛び地として存続していた。これを起点に12世紀から多くの入植地が開拓されたが、後に大部分が放棄された。

### ヒルシュホルン家による都市の創設

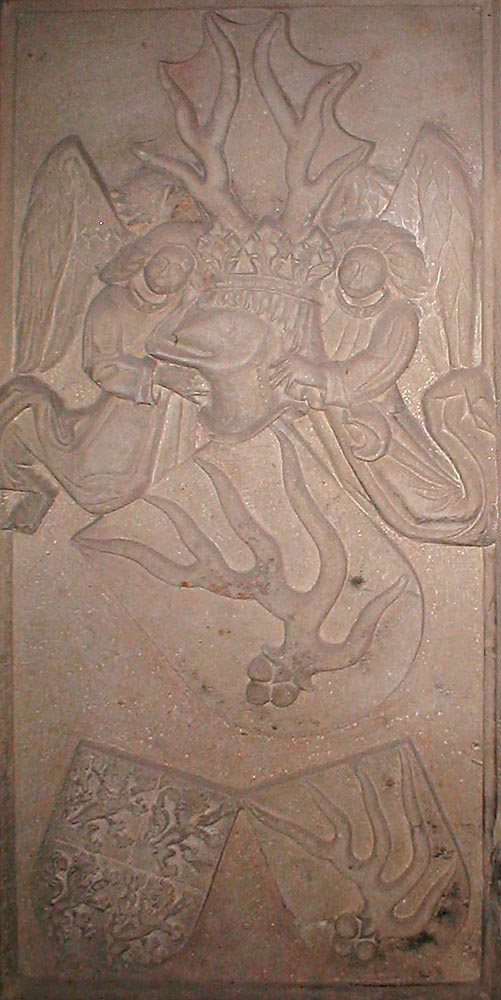
1400年頃この地域を治めたハンス5世の墓碑

エルスハイムの南西対岸に位置する、現在の首邑であるヒルシュホルンは領主のヒルシュホルン家に因んで名付けられたが、元々はロルシュ修道院のレーエンとして1200年頃にヒルシュホルン城が築かれたことに由来する。1232年にロルシュの帝国修道院が廃止された後はマインツ大司教領となった。1336年から1361年までエンゲルハルト1世フォン・ヒルシュホルンが担保として獲得し、帝国レーエンに影響力を発揮して大きな所領を得たことが証明されている。息子のエンゲルハルト2世は、いくつかのフェーデを起こし帝国アハト刑に処せられたが、その息子達は家族の所領を再興することができた。1391年にヒルシュホルンが防壁で囲まれ、ドイツ王ヴェンツェルからヒルシュ家の兄弟ハンス5世、アルブレヒト、エーバーハルトに都市権が与えられた。プファルツ選帝侯ループレヒト3世を王位に就けた選挙の後、ハンス5世フォン・ヒルシュホルンに帝国での職責が与えられた。王は、1404年に週の市を開催する権利を贈った。この都市の最も古い印章は1406年7月25日のものである。このころ、ヒルシュホルン家は城の麓にカルメル会修道院、受胎告知修道院を創設した。1413年には城下町が初めて「都市」と記録されている。1417年、ローマ王ジギスムントは、年2回市場を開催する権利を与えている。1553年に、エルスハイムにレンガ工場が造られた。
1522年から1529年までの間、ヒルシュホルン騎士家は、プロテスタントの信仰に転向したが、カルメル会修道院との軋轢から1543年にこれを放棄した。1556年に大火があり、特にヒンターシュテットヒェンと呼ばれた地区はほぼ全滅の被害を受けた。1565年には春先に氷が割れて流れ出した洪水により、市壁の一部が破壊された。

### 三十年戦争による衰退
ドイツ農民戦争での被害はなかったものの、三十年戦争では大きな影響を受けた。戦乱の中ハイルブロンへ逃亡していたフリードリヒ3世が亡くなりヒルシュホルン家が断絶すると、1632年に城と町はマインツ大司教領となった。1636年にスウェーデン軍による占領が解除されると、ヒルシュホルンはケルン選帝侯の宮内官ルドルフ・ライツに質入れされた。領主が誰であれ、戦争の巻き添えとなった住民に対する容赦のない搾取と、それによる窮乏に替わりはなかった。1635年のペストによる死者で住民はさらに減少した。ヴェストファーレン条約後、住民が減ったこの町にプファルツ選帝侯領、マインツ選帝侯領、トリーア選帝侯領、ロートリンゲン、チロル、スイスから新しい住民達が入植してきた。1676年からヒルシュホルンはヴェストファーレンのレック男爵ヨハン・ヴィルヘルムに質入れされた。
1700年からマインツ選帝侯が自ら領主権を行使した。この町は、ヘッペンハイムのオーバーアムト・シュタルケンブルクの酒造局所在地となった。

### 1803年、ヘッセンへの移管
1803年、ヒルシュホルンはヘッセン＝ダルムシュタット大公領となり、修道院は廃止された。1821年から1832年までヒルシュホルンには地方行政局が置かれたが、その後ヘッペンハイム郡に併合された。1848年から4年間はエアバッハ郡に属した。1849年、バーデン革命の煽りを受けて、ヒルシュホルンとその周辺地域で、ハーナウ守備隊、バーデン義勇兵および連邦軍の戦闘が行われた。1852年にヒルシュホルンはリンデンフェルス郡に編入されたが、1856年にヘッペンハイム郡に戻され、後にベルクシュトラーセ郡となった。

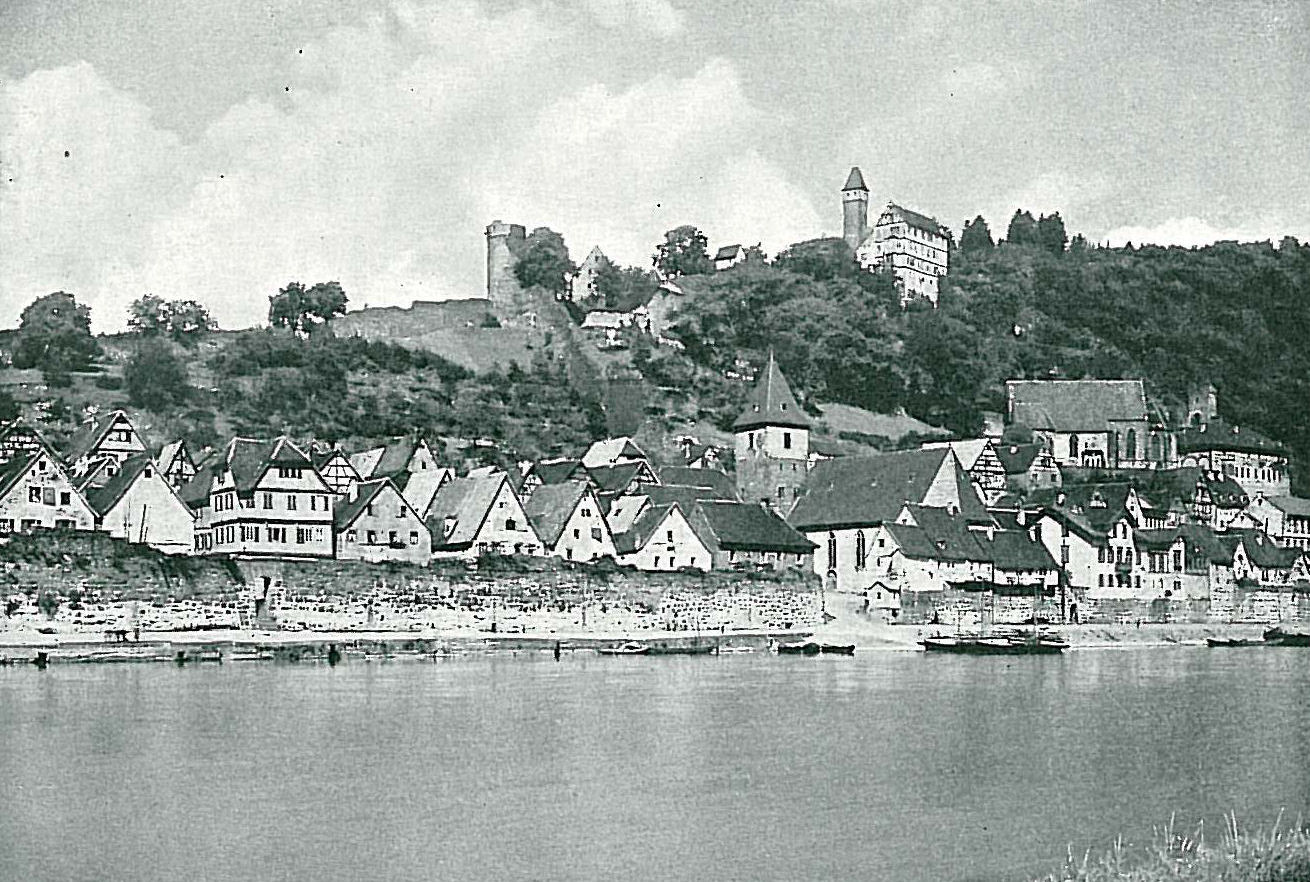
1896年のヒルシュホルンの写真

1841年、ネッカー川に蒸気船の運航が始まり、町はやや活気づいた。1879年にはネッカータール鉄道が操業を開始し、ヒルシュホルンはハイデルベルクおよびモースバッハと結ばれた。歴史的な中心部からネッカーシュタイナハ方面に外れた場所に駅が建設されたことが刺激となり、町はこの方角へ拡大していった。ネッカー川に水門を設け、その上をヒルシュホルンとエルスハイムを結ぶ橋にする工事が1933年に始まり、1959年に二重水門が完成した。この橋によって道路が結ばれたことで、長年放棄されていたエルスハイムの再開発が始まり、1930年代に学校や住宅地が造られた。1937年、ヒルシュホルンは、その名前に「(ネッカー)」を付記した。

### 第二次世界大戦以降のヒルシュホルン
第二次世界大戦が終戦した時、ヒルシュホルンには多くの疎開民や、主にはズデーテン地方からの難民が数多くいた。1946年末の時点で疎開民は約400人、難民は415人残っていた。歴史的な中心部は狭く、エルスハイムに建設用地が開発された。町は1982年までに、約1,000件の住宅を建設した。かつては荒れ地だった地区の人口は、今では旧市街よりも多くなっている。1960年にヒルシュホルンに「保養地」の呼称が付けられた。1972年に独立した自治体であったランゲンタールがヒルシュホルンと合併し、その市区となった。1976年には、「橋 - トンネル - 橋」建設工事プロジェクトが始まった。この工事は1982年に完成し、連邦道B37号線がこの街の傍らを通るようになった。1980年に下水処理場、1983年にはヤーン通りの体育館が完成した。1993年、ネッカー川の大洪水が起こり、被害が生じた。

### 宗教
住民の、プロテスタントとカトリックの比率は、ほぼ同等である。また、少数のイスラム教徒や新使徒派教会の信者も住んでいる。

## 行政

### 市議会
2006年の選挙の時点で、ヒルシュホルン市議会は17議席からなる。

### 市長
オリヴァー・ベルトルト（無所属）は、2016年12月1日から市長を務めている。

### 紋章

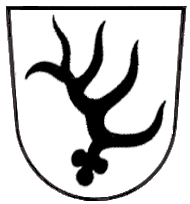
ヒルシュホルン家の家紋

市の紋章には跳ねる鹿が描かれている。かつての領主であったヒルシュホルン家は、5つの枝先を持つ鹿の角（鹿=Hirsch、角=Horn）を紋章としていた。歴史的な建造物には、この領主家の紋章がよく掲げられている。

### 友好都市
- シャトー＝ランドン(Château-Landon)（フランス、セーヌ＝エ＝マルヌ県）1981年

## 文化と見所

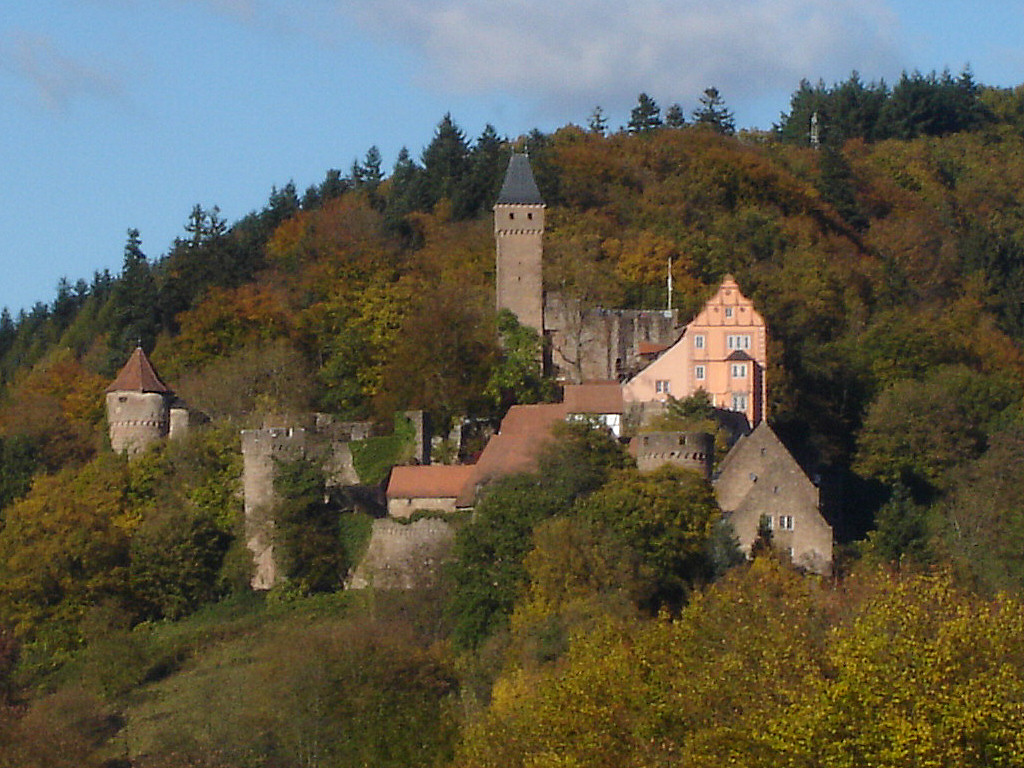
ヒルシュホルン城

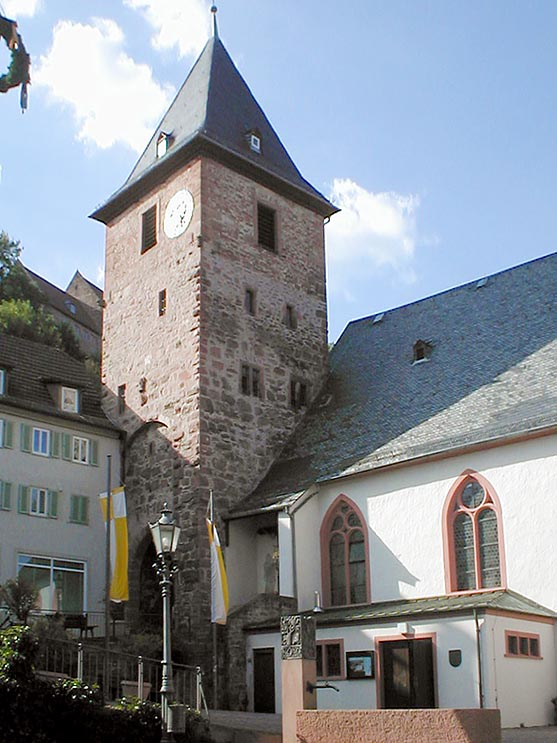
市教会の教会塔

### 建築
- 中世のヒルシュホルン城は、街の背後にあたる山の尾根に建っている。城壁と塔で武装した城跡にはベルクフリート（主塔）、居館、厩舎の他、多くの門や附属建造物が遺されている。
- 城の麓には、1406年に創設されたかつてのカルメル会受胎告知修道院がある。この修道院には1513年に造られた聖アンナ礼拝堂が遺されている。この教会には中世のヒルシュホルン家の墓碑が多くあり、ゴシック様式の砂岩でできた聖障が設けられている。教会の右手にはかつての修道院の建物が遺されている。
- 教区教会の「無原罪のお宿り」教会は、1628年から1630年にルター派の教会堂として建設された。反宗教革命の時代、1636年に取り壊され、1730年から31年にカトリックの市教会として新たに建設された。この教会は、はるかに古い1392年に建設された、かつて市の中門の塔を教会の塔として利用している。この街には他にも市壁の遺構が遺されており、中でも東門は1830年まで利用されていた。
- この街の3つめの教会は、グラーベンガッセの出口に1892年に建てられたプロテスタント教会である。
- ネッカー川対岸のエルスハイム地区の尾根にはエルスハイム礼拝堂がある。この礼拝堂は、773年のロルシュ文書に記録が遺る、ネッカー渓谷で最も古い教会である。
- 旧市街の古い木組み建築
- 橋の役割をも果たしているネッカー川の水門

- ヒルシュホルン城の門櫓
- 修道院教会
- カトリックの教区教会の祭壇
- プロテスタント教会
- ネッカー川の水門

### 博物館
旅館経営者のカール・ラングバイン（1816年 - 1881年）の「博物標本と古代遺物コレクション」を展示するラングバイン博物館は、かつて営林署だった建物である。ここには小さなツーリスト・インフォメーションもあり、5月から9月の土曜日にはここを起点に市街と城の一周ツアーが開催されている。

## 経済と社会資本

### 交通
ヒルシュホルンは、ネッカータール鉄道（ハイデルベルク - バート・フリードリヒスハル＝ヤクストフェルト）沿いに位置している。2003年からは、この路線を利用してラインネッカーSバーンの列車が30分ごとに運行している。

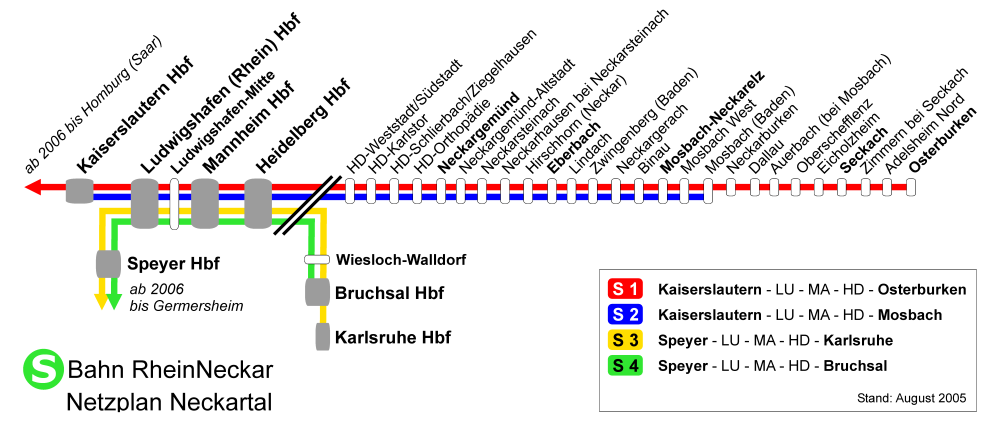
ラインネッカーSバーン路線図

2つの橋と1つのトンネルでネッカー川の蛇行部を突っ切るようにして、ヒルシュホルンのすぐ近くを連邦道B37号線が走っている。西側の橋は、ネッカー川上でカーブしている。
1933年以降、ネッカー川には閘門としての機能を持つ水門が設けられている。この施設は同時にネッカー川に架かる橋の役割も果たしており、この橋を通ってネッカー川の南の市域や小オーデンヴァルトに往来することができる。

### 公共機関
- ベルクシュトラーセ郡の自動車登録事務所が2007年まで置かれていた。（その後10年間はネッカーシュタイナハに移されている）

### 州の機関
- ダルムシュタット労働局の支局

### 教育機関
- ネッカータールシューレ・ヒルシュホルン（基礎課程学校）

### レクリエーション・スポーツ施設
- ヤーン通りの体育館とスポーツ広場
- 基礎課程学校の体育館
- 屋外プール付きキャンプ場
- ネッカータール自転車道
- シュトッポマート: ヒルシュホルンが運営するサイクリング、ランニング、インラインスケート、ノルディックウォークのための常設のタイムトライアル施設

## 引用
1. ↑  Hessisches Statistisches Landesamt: Bevölkerung in Hessen am 31.12.2023 (Landkreise, kreisfreie Städte und Gemeinden, Einwohnerzahlen auf Grundlage des Zensus 2011)]
2. ↑  Max Mangold, ed (2005). Duden, Aussprachewörterbuch (6 ed.). Dudenverl. p. 405. ISBN 978-3-411-04066-7